# Speelmolen

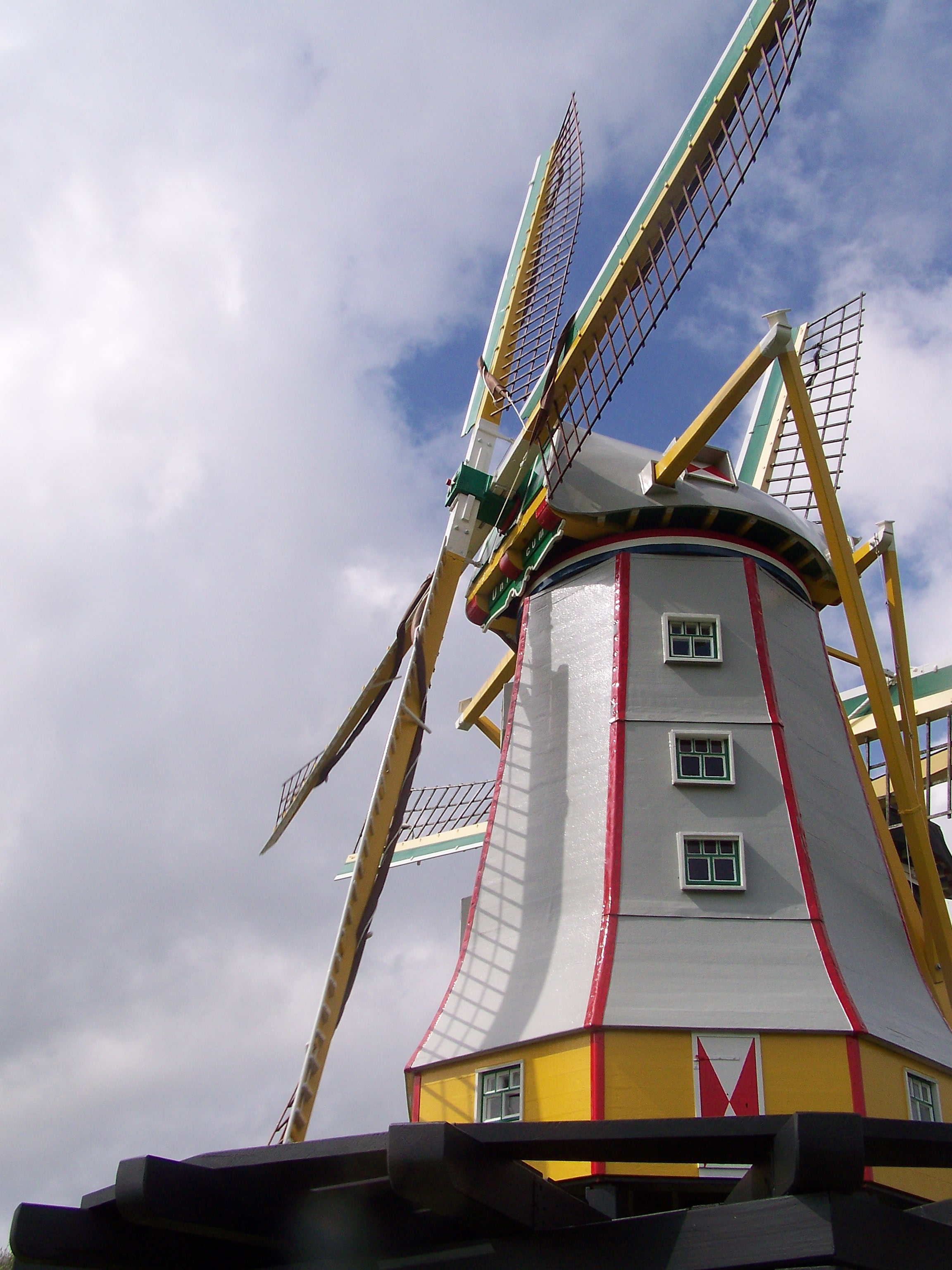
Het Unicum (Aagtekerke)

Een speelmolen is een kleine molen die ingericht is om op kleine schaal een functie te vervullen als bijvoorbeeld korenmolen, biksteenmolen of houtzaagmolen. Deze molens waren veel te vinden in de Zaanstreek. Daar staan er nog enkele, verder vindt men ze verspreid over Nederland. De molens hebben een gevlucht van maximaal 10 meter.
In Schipluiden bevindt zich, naast de Groeneveldse Molen, een 'speelmolenpark' met drie werkende speelmolens.
Van sommige speelmolens wordt wel gezegd dat ze als folly zijn gebouwd. Dit geldt met name voor de oudst bekende, de Groenendaalse Molen in Heemstede. Dit is echter omstreden omdat deze molens wel degelijk een functie hadden.

## Lijst van speelmolens in Nederland
| Naam                | Plaats        | Gemeente  | Provincie     | Type molen            | Functie                          | Maalvaardigheid                          | Bezoekmogelijkheid                                        | Foto |
| ------------------- | ------------- | --------- | ------------- | --------------------- | -------------------------------- | ---------------------------------------- | --------------------------------------------------------- | ---- |
| De Prullenbak       | Meppel        | Meppel    | Drenthe       | stellingmolen         | Siermolen (binnenkort rondmaler) | Draaivaardig                             | Gelijk met De Weert                                       |      |
| Wipmolen            | Limmen        | Castricum | Noord-Holland | Wipmolen              | Siermolen                        | Draaivaardig                             | Op enkele meters te benaderen                             |      |
| De Zwaluw           | Westzaan      | Zaanstad  | Noord-Holland | grondzeiler           | Elektriciteit                    | Niet Draaivaardig (Een roede verwijderd) | Op enkele meters te benaderen                             |      |
| De Wachter          | Zaanse Schans | Zaanstad  | Noord-Holland | Grondzeiler           | Siermolen                        | Draaivaardig                             | Op enkele meters te benaderen                             |      |
| De Atlas            | Jisp          | Zaanstad  | Noord-Holland | stellingmolen         | Werkschuur                       | Draaivaardig                             | Op enkele meters te benaderen                             |      |
| De Haan             | Assendelft    | Zaanstad  | Noord-Holland | Schuurmolen           | Siermolen                        | Draaivaardig                             | Op enkele meters te benaderen of op afspraak              |      |
| De Veerschuit       | Westzaan      | Zaanstad  | Noord-Holland | stellingmolen         | Korenmolen                       | Draaivaardig                             | Op enkele meters te benaderen of op afspraak              |      |
| Het Vergulde Hart   | Westzaan      | Zaanstad  | Noord-Holland | Wipstellingmolen      | Specerijmolen                    | Niet maalvaardig (Wieken verwijderd)     | Onbekend                                                  |      |
| De Vlijt            | Oostzaan      | Zaanstad  | Noord-Holland | stellingmolen         | Biksteenmolen en zaagmolen       | Niet maalvaardig                         | Op enkele meters te benaderen                             |      |
| De Jonge Dirk       | Westzaan      | Zaanstad  | Noord-Holland | stellingmolen         | papiermolen                      | maalvaardig                              | op afspraak                                               |      |
| De Windhond         | Zaandam       | Zaanstad  | Noord-Holland | stellingmolen         | biksteen- en slijpmolen          | maalvaardig                              | op enkele meters te benaderen                             |      |
| De Windjager        | Oostzaan      | Oostzaan  | Noord-Holland | stellingmolen         | Diversen                         | maalvaardig                              | Onbekend                                                  |      |
| Groenendaalse Molen | Heemstede     | Heemstede | Noord-Holland | dubbele stellingmolen | poldermolen                      | maalvaardig                              | op zondagmiddag                                           |      |
| het Unicum          | Aagtekerke    | Veere     | Zeeland       | stellingmolen         | korenmolen                       | maalvaardig                              | als de molen draait (geldt ook voor de Aagtekerkse Molen) |      |

## Fotogalerij

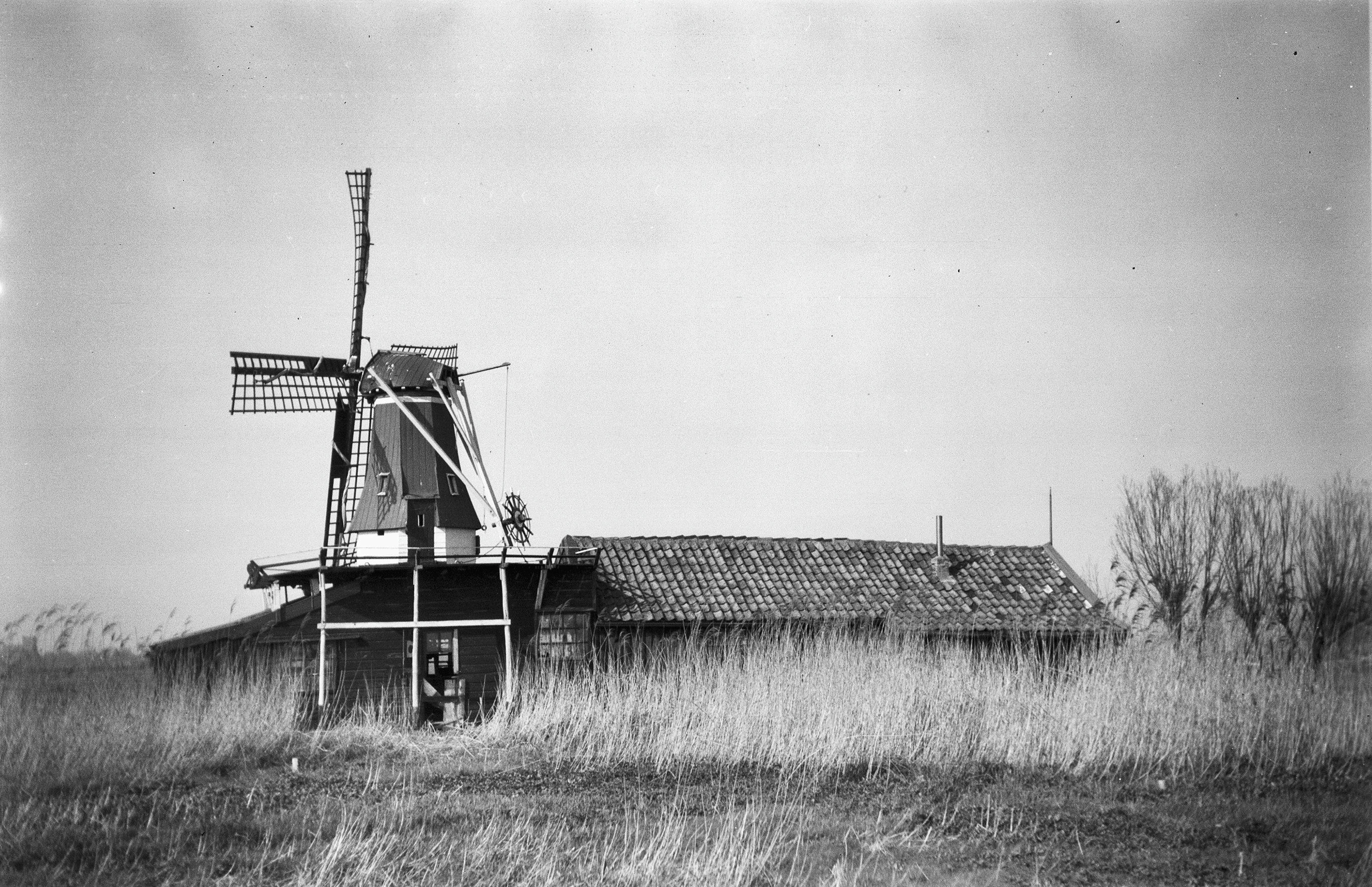
Een oude speelmolen in de Zaanstreek
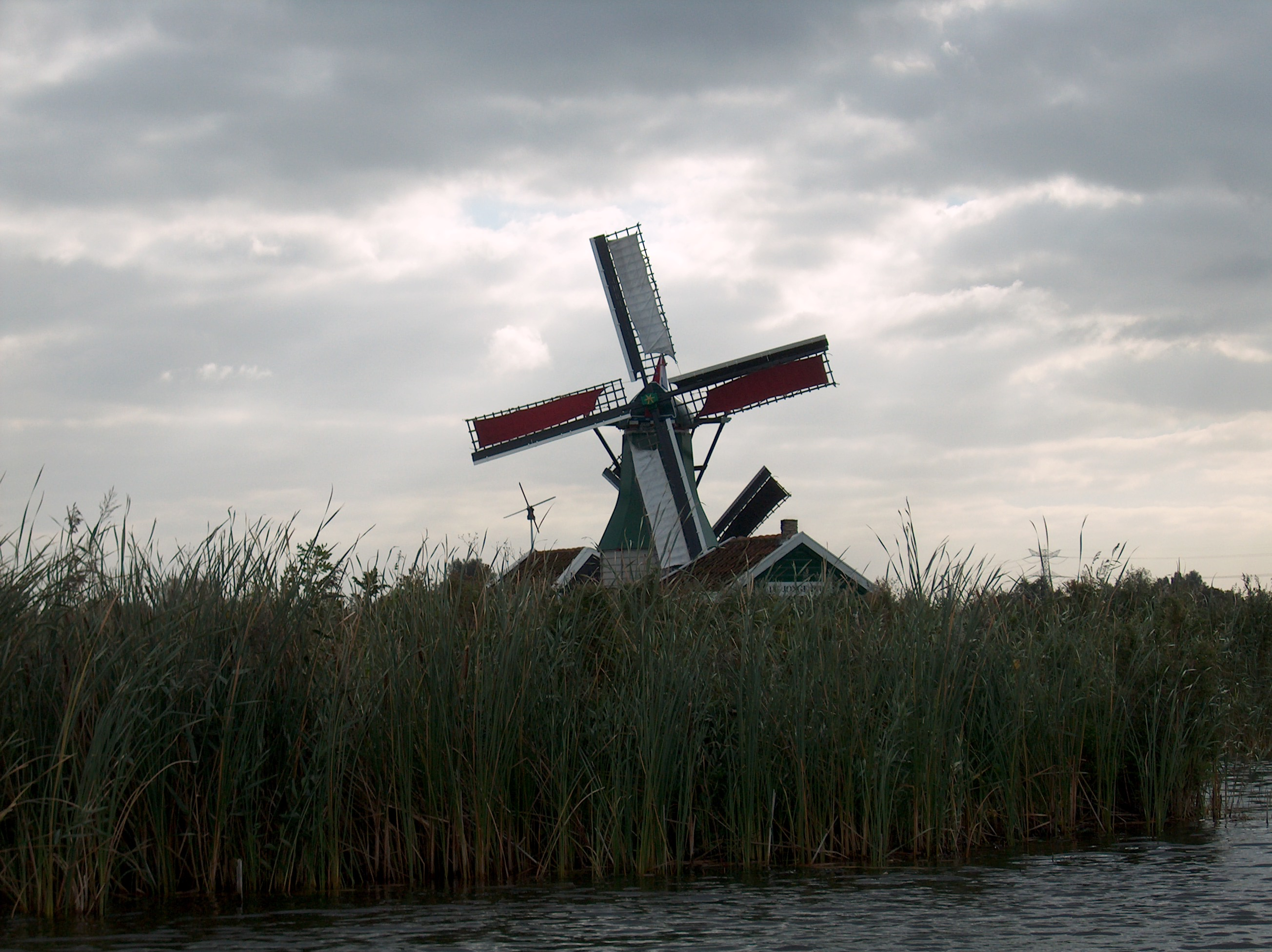
De Jonge Dirk (Westzaan)
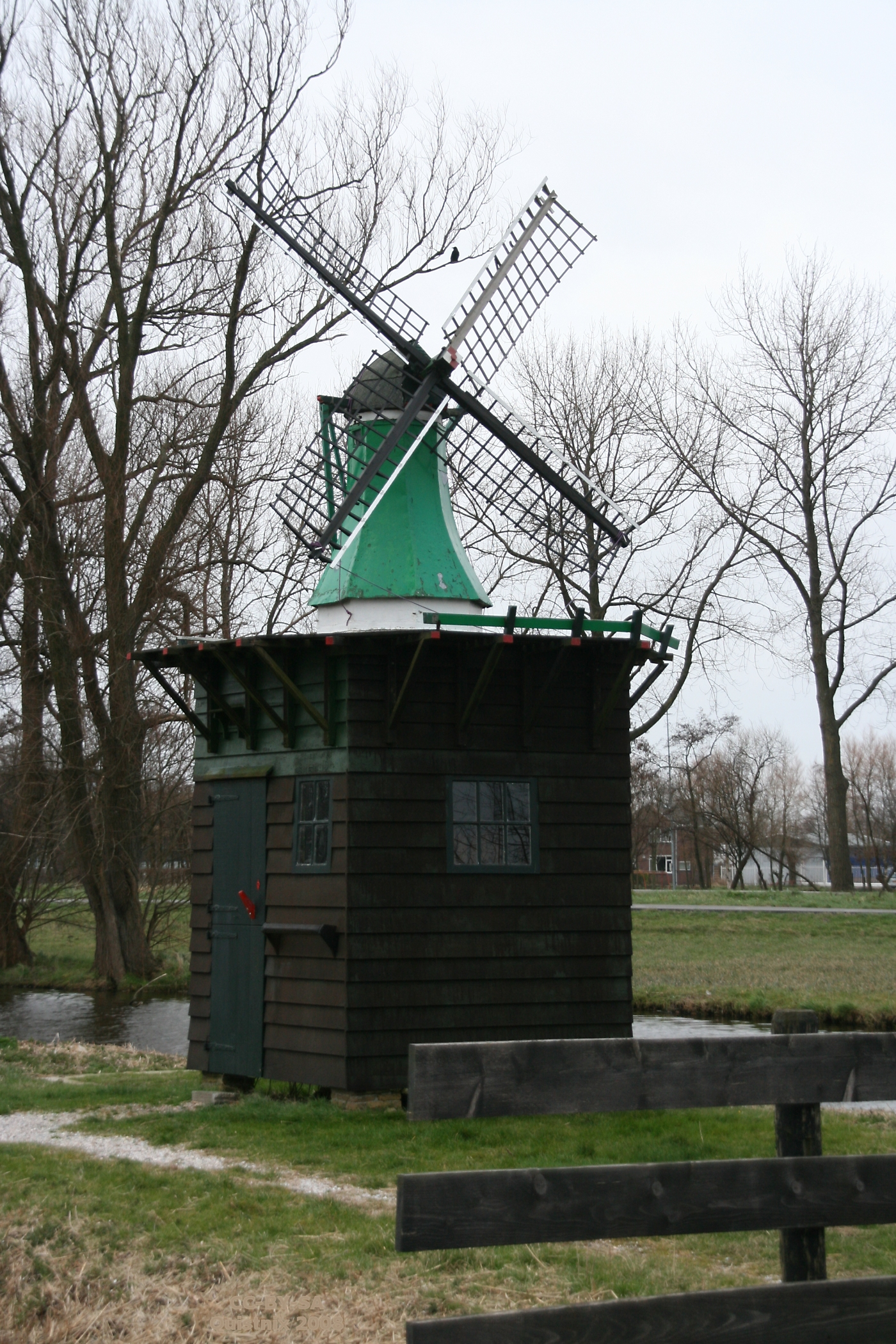
De Windhond (Zaandam)
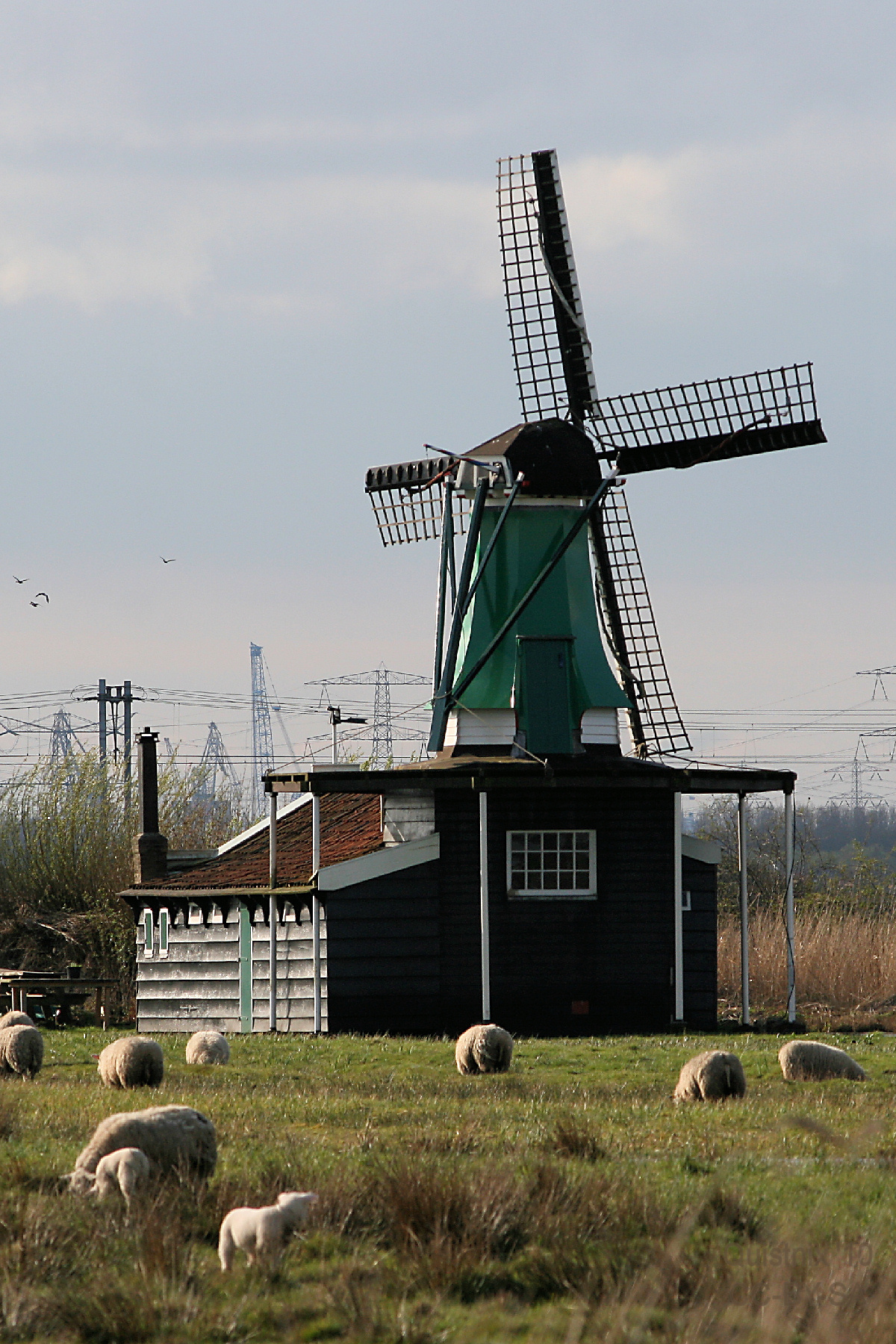
De Windjager (Oostzaan)
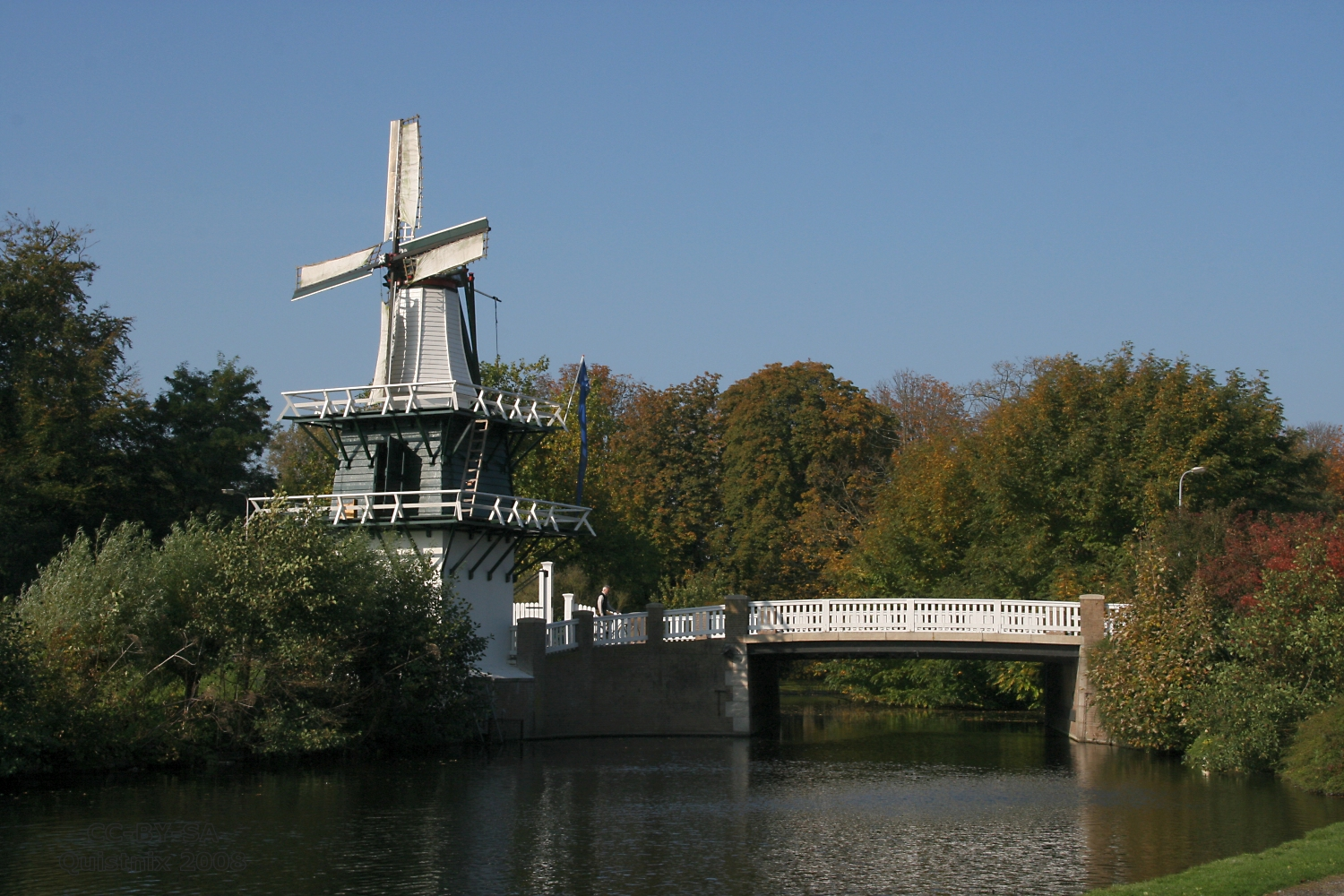
Groenendaalse Molen, met brug